# گروه فالک
گروه فالک (انگلیسی: Falck Group) شرکت خوشه‌ای ایتالیایی است، که در سال ۱۹۰۶ تأسیس شد.